# Abraham Benoit

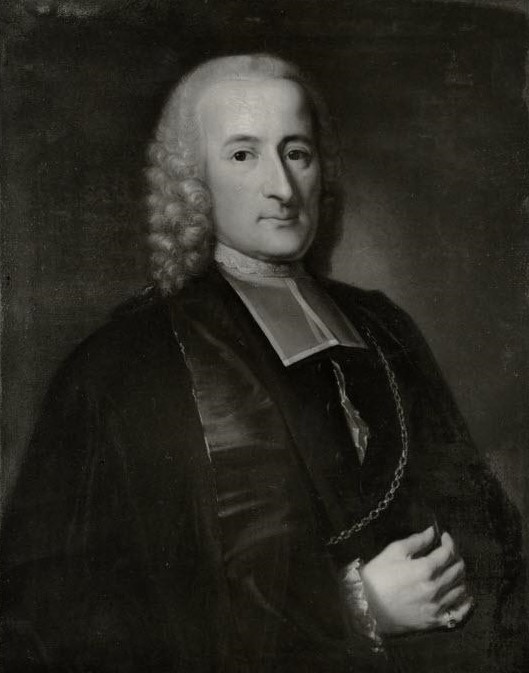
Abraham Benoit, Johann Ludwig Aberli zugeschriebenes Porträt (um 1756)

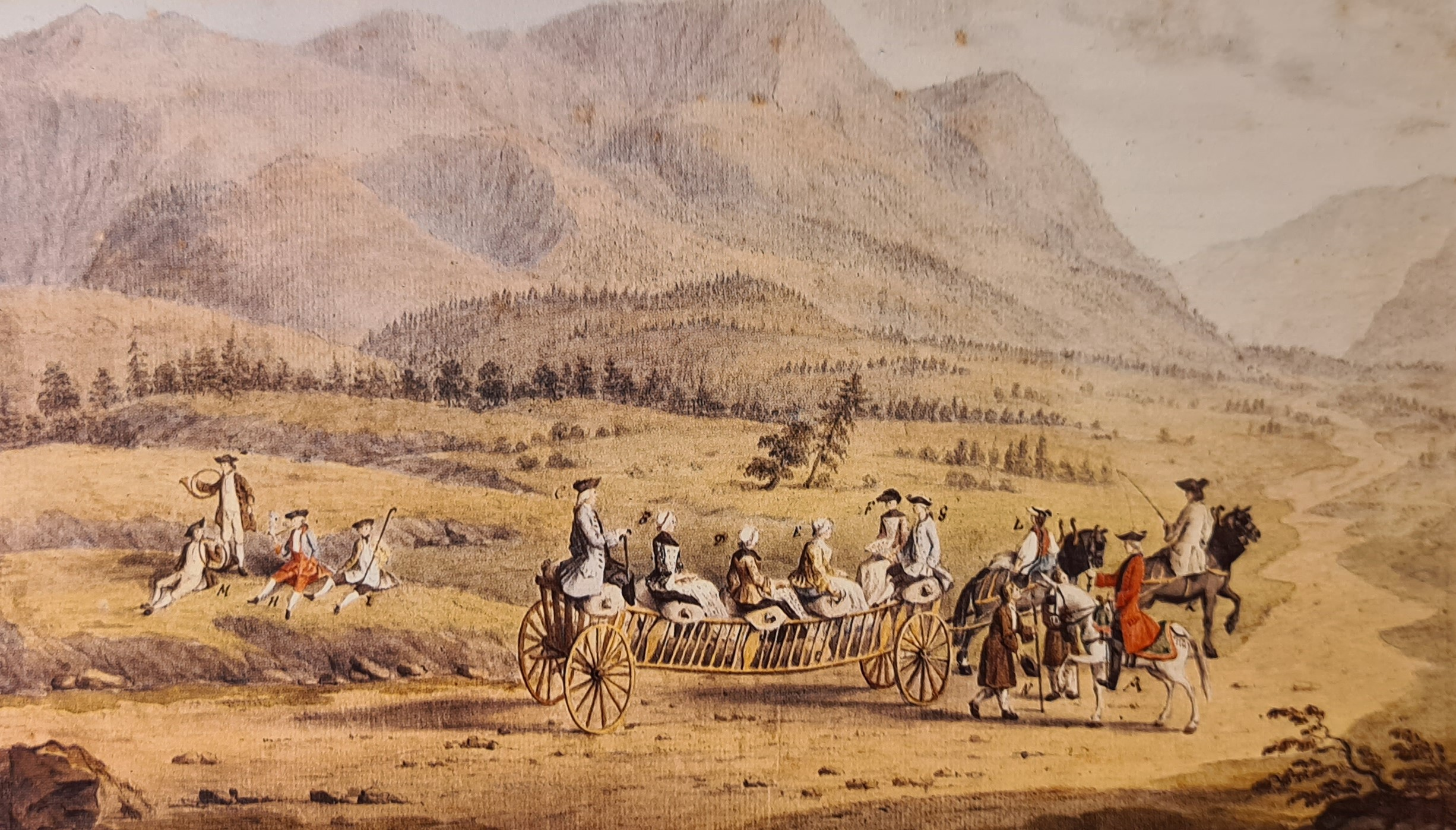
Landvogt Abraham Benoit (im roten Gewand) auf dem Weg nach Grindelwald (um 1760)

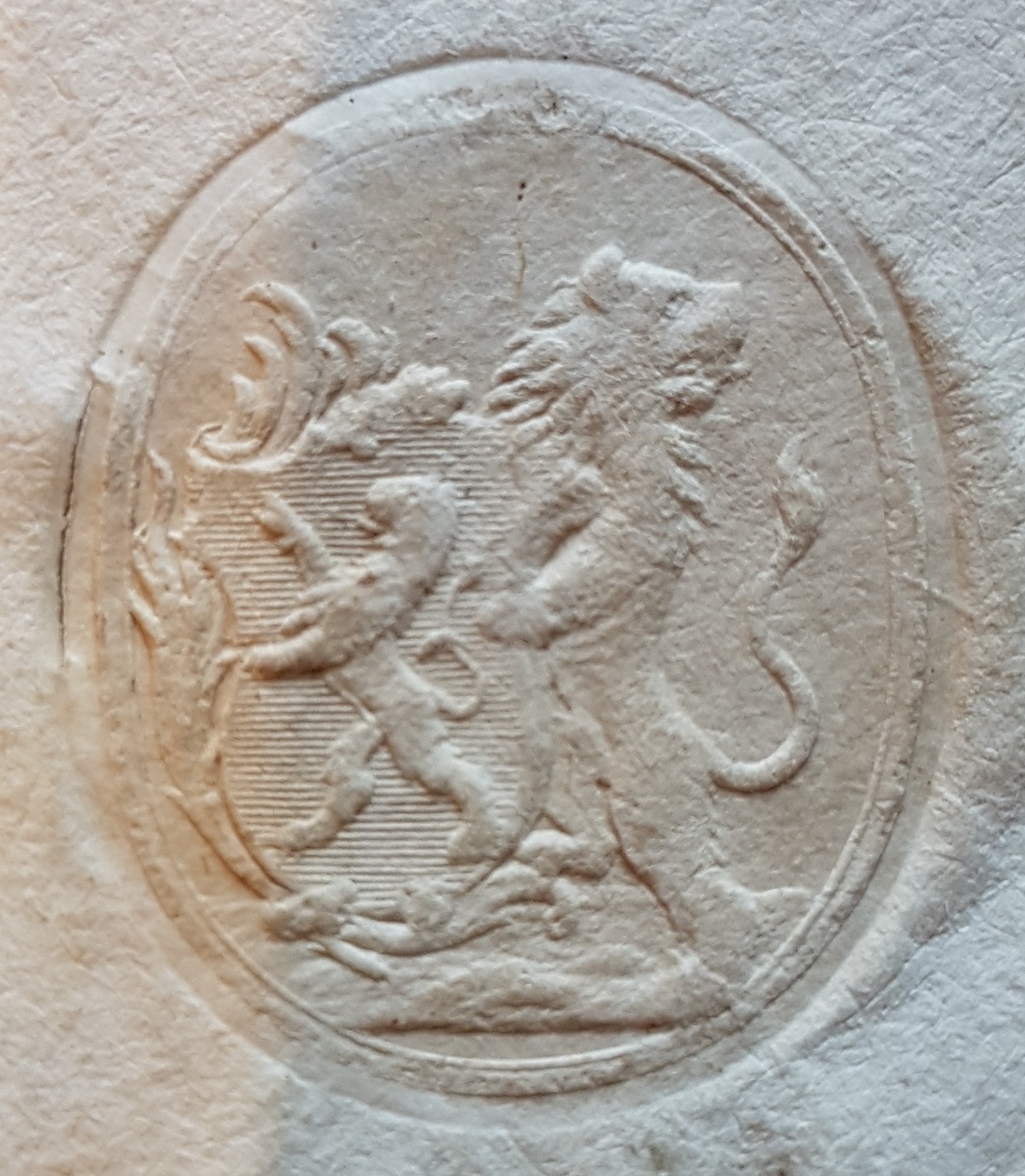
Papiersiegel Abraham Benoit als Landvogt zu Interlaken (1760)

Abraham Benoit (* 13. September 1703 in Bern; † 18. Mai 1775 in Brandis (Lützelflüh)) war ein Schweizer Magistrat.
Abraham Benoit kam als Sohn des Berner Stadtarztes Albrecht Benoit (1654–1739) und der Anna Rosina Ryhiner in Bern zur Welt. 1735 heiratete er Johanna Barbara Knecht (1705–1768), Tochter des Pfarrers David Knecht und der Veronika Tschiffeli. Benoit war ab 1734 Buchhalter in der deutschen Seckelschreiberei (Finanzverwaltung), Sekretär der Kommission für die englischen Gelder, ab 1745 Mitglied des Grossen Rats, Mitglied des Kommerzienrats. In den Jahren 1756 bis 1761 war er Landvogt zu Interlaken und in den Jahren 1770 bis zu seinem Tod Landvogt zu Brandis. Abraham Benoit liess um 1765 das Haus Münstergasse 28 in Bern erbauen.